# Alex Debón
Pour les articles homonymes, voir Debon.
Alex Debón, né le 1er mars 1976 à La Vall d'Uixó, est un pilote de vitesse moto espagnol, courant dans la catégorie 250.

## Biographie
Alex Debón s'est distingué au début des années 2000, participant à la lutte avec d'autres concurrents pour le titre de meilleur privé de la catégorie 250. Pilote essayeur pour Aprilia en 2006 et 2007. Invité comme wild card sur certains grands prix durant ces 2 saisons, ses résultats satisfaisants et son bon travail de développement lui ont permis d'obtenir un guidon sur une moto d'usine en 2008.

## Carrière en Grand Prix moto
| Année | Cat.    | Équipe                       | Moto    | GP  | Vict. | Podiums | Poles | Mtour | Pts | Position |
| ----- | ------- | ---------------------------- | ------- | --- | ----- | ------- | ----- | ----- | --- | -------- |
| 2000  | 250 cm³ | Team Aspar                   | Aprilia | 16  | -     | -       | -     | -     | 35  | 15e      |
| 2001  | 250 cm³ | Team Aspar                   | Aprilia | 16  | -     | -       | -     | -     | 60  | 11e      |
| 2002  | 250 cm³ | Team Campetella Racing       | Aprilia | 16  | -     | -       | -     | -     | 72  | 11e      |
| 2003  | 250 cm³ | Team Honda BQR               | Honda   | 15  | -     | -       | -     | -     | 81  | 11e      |
| 2004  | 250 cm³ | Team Honda BQR               | Honda   | 15  | -     | -       | -     | -     | 82  | 12e      |
| 2005  | 250 cm³ | Team Honda BQR               | Honda   | 16  | -     | -       | -     | -     | 62  | 12e      |
| 2006  | 250 cm³ | Team Fortuna Aprilia         | Aprilia | 5   | -     | -       | -     | -     | 50  | 13e      |
| 2007  | 250 cm³ | Aprilia Racing               | Aprilia | 4   | -     | 1       | -     | -     | 27  | 18e      |
| 2008  | 250 cm³ | Team Lotus Aprilia           | Aprilia | 16  | 2     | 4       | 2     | -     | 176 | 4e       |
| 2009  | 250 cm³ | Aeropuerto Castellon Blusens | Aprilia | 15  | 0     | 1       | 2     |       | 101 | 10e      |
| 2010  | Moto2   | FTR                          |         | 2   | 0     | 1       | 0     |       | 20* | 5e*      |
| Total |         |                              |         | 140 | 2     | 7       | 4     |       | 769 |          |

- saison en cours